# Dylan Potts
Dylan Potts (Sardis, 9 settembre 1992) è un giocatore di football americano statunitense, che gioca come quarterback..